# Ахтерман Теодор Вільгельм
Теодор Вільгельм Ахтерманн (нім. Wilhelm Theodor Achtermann; 1799—1884) — німецький скульптор.

## Біографія
Теодор Вільгельм Ахтерманн народився 15 серпня 1799 року в селі поблизу Мюнстера (Північний Рейн-Вестфалія) в родині столяра. До 28-річного віку був сільським робітником, потім вивчив столярну справу. Незабаром його різьблені вироби своєю витонченістю та тонкістю обробки звернули на себе загальну увагу, завдяки чому знайшлися меценати, які виділили необхідну суму, щоб молода людина мала змогу здобути належну освіту. У 1832 році Теодор без жодної художньої підготовки вирушив до Берліну, де вивчав художню майстерність під керівництвом таких видатних майстрів, як Крістіан Данієль Раух та Йоганн Готфрід Шадов.
Однак, будучи ревним католиком, Т. В. Ахтерманн завжди мріяв працювати в Римі, поблизу резиденції Папи, куди вирушив у 1839, і, закінчивши там навчання, залишався в італійській столиці до кінця свого життя.
У скульптурних творах розробляв виключно релігійні теми. Для герцога Аремберзького він виготовив Статую Христа (1841) і Спасителя на Хресті. Знамениті твори художника були вміщені в Мюнстерському соборі («Покладення у труну» і «Зняття з Хреста», 1858). Його остання велика робота була закінчена, коли художнику йшов восьмий десяток: це був готичний триптих, який представляв сцени з життя Ісуса Христа.
Теодор Вільгельм Ахтерманн помер у Римі 26 травня 1884 року.